# Adam Majewski (piłkarz)
Adam Marcin Majewski (ur. 24 grudnia 1973 w Płocku) – polski piłkarz, występujący na pozycji pomocnika oraz trener. Od 2023 do 2025 selekcjoner reprezentacji Polski U-21. 

## Kariera klubowa
Był zawodnikiem Wisły/Petrochemii Płock (1991–1995), Lecha Poznań (1995–1997, 1998–1999 i 2004), Dyskobolii Grodzisk Wielkopolski (1998), Legii Warszawa (1999–2003), Panioniosu (2003–2004), Wisły Płock (2004, 2007 i 2009–2010) oraz Zawiszy Bydgoszcz SA (2005–2007).
Grając w Legii Warszawa w 2002 wywalczył mistrzostwo Polski oraz Puchar Ligi.
Po wznowieniu w 2009 po krótkiej przerwie kariery zawodniczej łączył grę w Wiśle Płock z pracą asystenta głównego trenera. W 2010 definitywnie zakończył karierę piłkarską z powodu zerwania więzadeł krzyżowych.

## Kariera międzynarodowa
14 lutego 2003 w spotkaniu przeciwko Macedonii zanotował swój jedyny występ w reprezentacji Polski.
| L.p. | Data           | Miejsce          | Przeciwnik | Wynik | Rozgrywka  | Grał   | Uwagi |
| ---- | -------------- | ---------------- | ---------- | ----- | ---------- | ------ | ----- |
| 1.   | 14 lutego 2003 | Split, Chorwacja | Macedonia  | 3:0   | Towarzyski | do 69' |       |

## Kariera trenerska
Po zakończeniu kariery piłkarza pozostał w Płocku, gdzie pracował jako asystent trenera pierwszej drużyny, a następnie odpowiadał za drużynę rezerw.
10 czerwca 2020 objął posadę pierwszego trenera Stomilu Olsztyn, zastępując na tym stanowisku Piotra Zajączkowskiego. Odszedł z klubu na początku kwietnia 2021.
8 lipca 2021 został trenerem grającej w Ekstraklasie Stali Mielec. 20 marca 2023 klub poinformował o zakończeniu współpracy. 22 września 2023 został selekcjonerem reprezentacji Polski U-21. W 2025 przestał pełnić tą funkcję.  

## Sukcesy zawodnicze
Legia Warszawa
- I liga Mistrzostwo: 2001/02
- Puchar Ligi Polskiej Zwycięstwo: 2001/02